# 密苏里领地
密苏里领地（英語：Missouri Territory）为美国历史上的合并建制领土之一，存续时间为1812年6月4日至1821年8月10日。1821年8月10日，该领地东南部分以密苏里州名义加入联邦。密苏里领地的首府为圣路易斯。
1819年3月，密苏里领地北纬36°30'南部成立阿肯色领地。1821年，密苏里领地东南部以密苏里州名义加入联邦后，其余部分成为无建制领地。1834年，密苏里河东岸改隶密歇根领地。其余部分逐渐划分为新的领地：爱荷华领地(1838), 明尼苏达领地(1849), 堪萨斯领地(1854)，内布拉斯加领地(1854), 科罗拉多领地(1861)，达科他领地(1861), 爱达荷领地(1863),蒙大拿领地 (1864), 怀俄明领地(1868)。